# Pozostać żywym
Pozostać żywym (ang. Staying Alive) – amerykański romantyczny dramat muzyczny z 1983 roku w reżyserii Sylvestra Stallone'a z Johnem Travoltą w roli głównej (jako Tony Manero), będący kontynuacją Gorączki sobotniej nocy.
Tytuł musicalu pochodzi z piosenki Bee Gees „Stayin’ Alive”, która została wykorzystana jako motyw do Gorączki sobotniej nocy, a także w końcowej scenie tego filmu.
Pozostałe ważniejsze role zagrali Cynthia Rhodes, Finola Hughes, Steve Inwood i Julie Bovasso.
W 1984 roku film otrzymał nominacje do Złotego Globu za „Najlepszą piosenkę” – „Far from Over” w wykonaniu Franka Stallone’a, Nagrody Grammy za „Najlepszy album z oryginalną ścieżką dźwiękową tła muzycznego napisanego dla filmu kinowego lub na potrzeby telewizji”, a także do Young Artist Award w kategorii „Najlepszy film familijny – komedia lub musical”. Ponadto John Travolta i Finola Hughes otrzymali nominacje do Złotej Maliny w tym samym roku, w kategorii „Najgorszy aktor” (Travolta) oraz „Najgorsza aktorka drugoplanowa” i „Najgorszy debiut aktorski” (Hughes).